# Buk (tambour)
 (février 2015).
Si vous disposez d'ouvrages ou d'articles de référence ou si vous connaissez des sites web de qualité traitant du thème abordé ici, merci de compléter l'article en donnant les références utiles à sa vérifiabilité et en les liant à la section « Notes et références ».
Pour les articles homonymes, voir Buk.

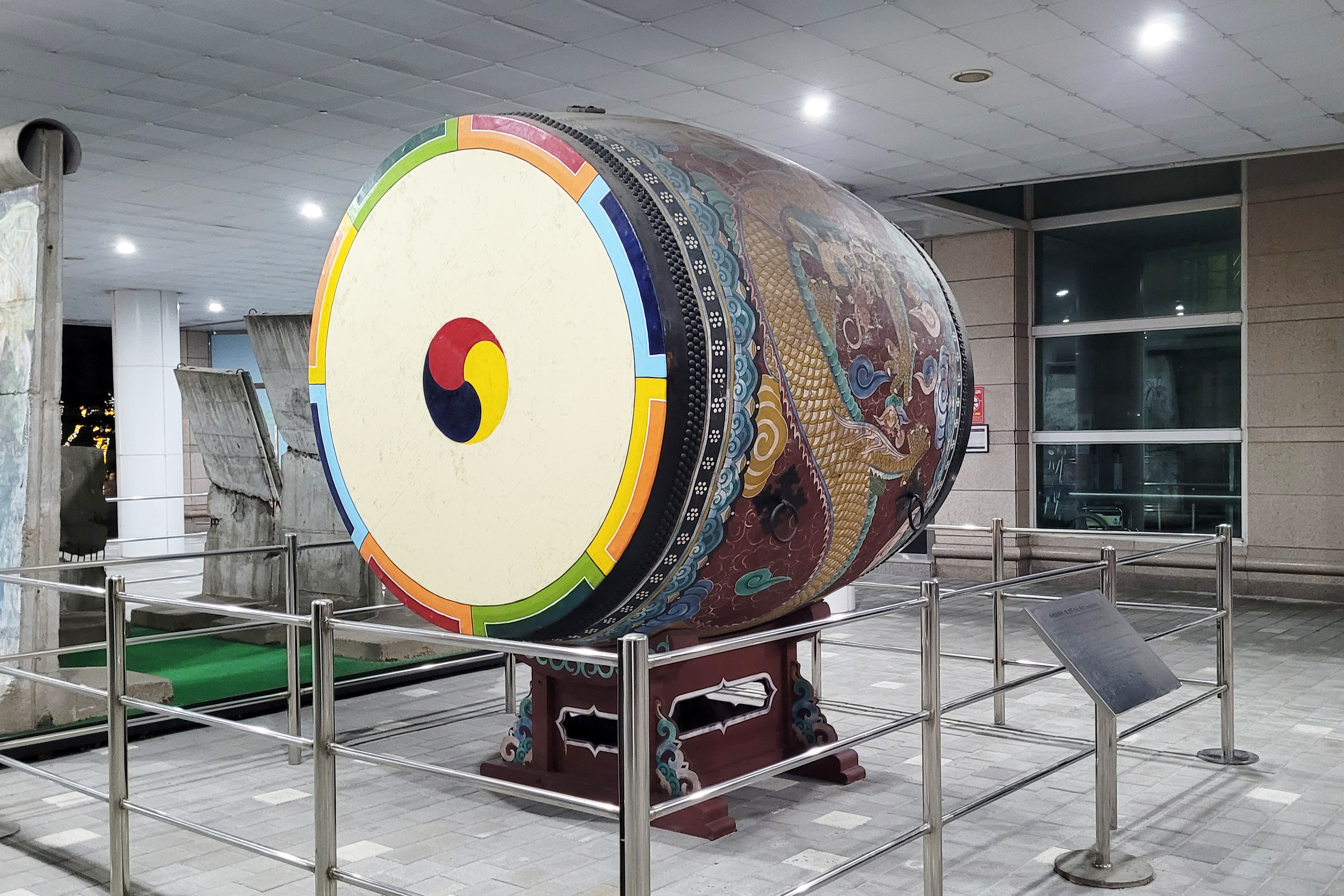
Buk à Daejeon en Corée du Sud

Le buk (en coréen, hangeul : 북, littéralement : tambour) est un tambour coréen pouvant être de la forme d'une grosse caisse ou plus étendue.
Il est joué dans différents styles de musiques d'inspiration chamanique, comme les :
- Samulnori (四物놀이), forme de musique folklorique populaire utilisée dans des rites de l'agriculture, souvent dansées.
- Sinawi (시나위), improvisation musicale chamanique